# Senyals del futur
Senyals del futur (Knowing, en anglès) és una pel·lícula de ciència-ficció estrenada el 8 d'abril de 2009 a Espanya; és protagonitzada per Nicolas Cage i dirigida per Alex Proyas. La pel·lícula va ser filmada a Melbourne, a Austràlia.

## Argument
Durant la inauguració d'un nou col·legi en el 1959, els estudiants guarden en una càpsula del temps diversos objectes. Lucinda, una de les nenes, guarda un paper en el qual ha escrit estranys números. Cinquanta anys després, la càpsula del temps és desenterrada i Caleb, el fill de John Koestler, un professor d'astronomia vidu, rep la misteriosa nota de Lucinda.
John descobrirà de seguida que aquests números amaguen prediccions esgarrifoses, algunes de les quals ja han succeït mentre que d'altres encara no. A poc a poc, començarà a adonar-se que el descobriment no és casual i que ell i la seva família tenen un paper fonamental en els importants esdeveniments que estan a punt de produir-se.

## Producció
Senyals del futur va ser originalment escrit pel novel·lista Ryne Douglas Pearson, i el projecte es va establir a Columbia Pictures. Primerament Rod Lurie i Richard Kelly van ser els directors de la pel·lícula, però no els va rutllar força bé. Finalment, el projecte va ser produït per Escape Artists, i l'escriptura va ser reescrita per Stiles White i Juliet Snowden. Alex Proyas va ser elegit per a tornar a dirigir la pel·lícula. Summit Entertainment va prendre la responsabilitat per finançar plenament i per distribuir la pel·lícula. Proyas i Stuart Hazeldine va reescriure l'esborrany per de producció, que va començar en 25 de març del 2008 a Melbourne, Austràlia. El director confiava a ajuntar The Exorcist en mig del "realisme fantàstic amb una premissa".
La pel·lícula es va gravar a Boston, i per representar la ciutat, els cineastes van utilitzar imatges de llocs australians com la carretera de la circumval·lació Geelong, el Museu de Melbourne, el Mont Macedon o el Collins Street. La gravació també va prendre lloc en el Camberwell High School, que simulava el William Dawes Elementary del 1959. Els llocs de l'interior de l'escola volien simular el Australian Synchrotron per representar un observatori. La gravació també es va dur a terme al Haystack Observatory, de Massachusetts. A més a més per a llocs més pràctics, es va gravar en els Melbourne Central City, de Docklands.
Proyas va utilitzar una càmera digital Red One, així sent, la primera vegada que una pel·lícula es grava utilitzant una càmera digital.

## Crítica
Rotten Tomatoes informà que el 34% de 143 crítics van donar el positiu a la pel·lícula amb una mitjana de 4.7/10. A Metacritic, que assigna un índex normalitzat d'entre 100 crítics principals, la pel·lícula va rebre un resultat mitjà de 41 sobre 100. El consens observat d'aquesta pel·lícula és que hi havia "algunes idees interessants i un parell de bones escenes", però es veu obstaculitzat "entre d'altres, pel seu argument absurd".
Roger Ebert va ser un dels únics crítics a qui va agradar la pel·lícula, ja que va afirmar que la pel·lícula "és una de les millors pel·lícules de ciència-ficció que he vist - aterridor, de suspens, intel·ligent i, quan cal, més aviat impressionant" al Chicago Sun-Times.

## Repartiment
| Actor/actriu original | Personatge fictici                 |
| --------------------- | ---------------------------------- |
| Nicolas Cage          | Professor Jonathan "John" Koestler |
| Chandler Canterbury   | Caleb Koestler                     |
| Rose Byrne            | Diana Wayland                      |
| Lara Robinson         | Lucinda Embry / Abby Wayland       |
| Nadia Townsend        | Grace Koestler                     |
| Ben Mendelsohn        | Professor Phil Beckman             |
| Alan Hopgood          | Reverend Koestler                  |
| Adrienne Pickering    | Allison Koestler                   |
| Danielle Carter       | Miss Taylor (1959)                 |
| Alethea McGrath       | Miss Taylor (2009)                 |

## Pressupost
Aquesta pel·lícula va ser estrenada a 3332 cinemes als Estats Units i el Canadà el 20 de març de 2009 i va guanyar en total $24,604,751 en la seu primer cap de setmana,. Segons les enquestes un 63% dels espectadors tenia més 25 anys. En el cap de setmana del 17 de març del 2009, Senyals del futur es va classificar al primer lloc de la llista de pel·lícules més venudes munidalment, guanyant en total 9.8 milions de $ en 1711 teatres en deu països, incloent-hi el primer lloc al Regne Unit amb 3.55 milions de $.Quan va arribar el 10 d'abril del 2009, la pel·lícula ja havia guanyat en total $60.419.393 als Estats Units i al Canadà i $25.032.353 a la resta de territoris; així acumulant un total mundial de 85.451.746 de $.